# 苏州大学东吴学院
苏州大学东吴学院简称东吴学院，是苏州大学直属公办二级学院，行政办公地点、教师工作室位于苏州大学天赐庄校区本部。由大学外语系、大学数学系、大学计算机系、大学物理系、公共化学系和公共体育系等六个学系组成。